# Mildenhall High
Mildenhall High (innan 2023 Mildenhall) är en civil parish i distriktet West Suffolk, i Storbritannien. Den ligger i grevskapet Suffolk och riksdelen England, i den sydöstra delen av landet, 100 km norr om huvudstaden London. Civil parish inkluderar Mildenhall.